# Silent Enemy
"Silent Enemy" es el duodécimo episodio de la serie de televisión Star Trek: Enterprise. Fue escrito por André Bormanis y dirigido por Winrich Kolbe; además el episodio tiene música de Velton Ray Bunch. Varias estrellas invitadas incluyen a Jane Carr, Guy Siner, Paula Malcomson y John Rosenfeld. Este episodio se emitió por primera vez en UPN el 16 de enero de 2002.
El programa tiene lugar en el siglo XXII, con la historia del Enterprise NX-01, la primera nave espacial de la Tierra que explora la galaxia a gran velocidad, donde se encontrara por primera vez con varias especies alienígenas. Los episodios generalmente se centran en los esfuerzos del equipo para resolver una situación y, a menudo, tienen la moralidad como parte de la historia.
En este episodio, el Enterprise es atacado por una nave alienígena desconocida, mientras el Capitán Archer ordena a la tripulación que instale "cañones de fase" experimentales. Mientras tanto, a la alférez Sato se le pide que averigüe cuál es la comida favorita del teniente Reed para una cena de cumpleaños.

## Trama
En septiembre de 2151, mientras desplegaban amplificadores subespaciales para mejorar su capacidad de comunicarse con la Flota Estelar, el Enterprise observa la llegada de una extraña nave alien. El capitán Archer los saluda, pero la nave no responde y rápidamente abandona a velocidad warp. La alférez Sato señala que el Traductor Universal está lejos de ser perfecto; y la subcomandante T'Pol dice que algunas especies tienen motivos que no pueden entenderse en términos humanos. Pronto, la misteriosa nave regresa y escanea al Enterprise, enviando un chillido agudo a través de los sistemas de comunicación y disparándoles antes de saltar nuevamente a Warp.
Archer señala que el Enterprise se está encontrando ahora con especies más agresivas de lo previsto y pone rumbo a la Tierra para que la Estación Júpiter pueda terminar de reparar las armas. El comandante Tucker y Reed piden que se les permita completar el trabajo ellos mismos, pero Archer no está de acuerdo, aunque les da permiso para comenzar el procedimiento. Mientras lo hace, la nave alienígena regresa y desactiva el motor warp y la energía principal del Enterprise. Luego, extraños bípedos alienígenas abordan la nave y atacan a dos miembros de la tripulación. Regresan a su nave, dañando una góndola warp antes de partir nuevamente. Mayweather sugiere contactar al Alto Mando Vulcano para pedir ayuda, pero descubren que ambos amplificadores subespaciales han sido destruidos.
Dos días después, el Enterprise localiza un planeta deshabitado para una prueba de armas, que produce una explosión 10 veces mayor que la esperada, debido a un aumento inesperado. T'Pol rastrea la lectura anómala hasta la Bahía de Lanzamiento 2, hasta un dispositivo conectado a sensores internos y canales de comunicación. Archer luego envía un mensaje a los extraterrestres: no quiere pelear, pero protegerá su nave por cualquier medio necesario. Con eso, destruye el dispositivo. T'Pol detecta la nave alienígena nuevamente, que utiliza una versión reeditada del mensaje anterior de Archer para exigir la rendición. Después de que los nuevos cañones resultan ineficaces contra su atacante, Archer pregunta si Reed puede repetir intencionalmente la sobrecarga anterior de los cañones. Reed obedece y daña la nave alienígena, destruyendo sus escudos. Reed sigue con dos torpedos antes de que los extraterrestres partan. 
Al finalizar la tarea, Archer y Tucker celebran el cumpleaños de Reed, recibiendo de Sato un pastel de piña, su comida favorita, después de una ardua búsqueda encargada por Archer.

## Producción
El consultor científico Andre Bormanis había escrito anteriormente para Star Trek: Voyager y este fue su primer guion para Enterprise. Pensó que era un riesgo no explicar nunca las motivaciones de los alienígenas atacantes, pero esa también era su parte favorita de la historia. "Creo que nuestros primeros encuentros con formas de vida extraterrestres nos dejarán completamente desconcertados", dijo Bormanis. Este fue el primer y único episodio de Enterprise dirigido por Winrich Kolbe quien dirigió un total de 48 episodios de Star Trek. Bormanis dijo que el episodio resultó mejor de lo que imaginaba y elogió a [Rick] Kolbe por su uso de pantalla ancha para darle un estilo más "cinematográfico" al episodio. El episodio se titulaba anteriormente "Call To Arms" pero se le cambió el nombre porque ya había un episodio de Deep Space Nine con ese nombre.
Los alienígenas desconocidos fueron diseñados por el productor de efectos visuales Dan Curry. Se realizaron utilizando modelos generados por computadora construidos por John Teska, quien previamente había dado vida a la Especie 8472 para Star Trek Voyager.  El personal de producción se refería informalmente a ellos como "Shroomies" debido a la forma de hongo de sus cabezas. En 2013, el videojuego Star Trek: Online los llamó "Los Elachi".  Christopher L. Bennett también reinterpretó a los extraterrestres desconocidos, incluyéndolos en su novela "Star Trek: Enterprise - Rise of the Federation: A Choice of Futures (2013)", donde se les llama Vertians.  Las naves enemigas fueron diseñadas por John Eaves, y se inspiraron en el Lockheed F-117 Nighthawk. 
El compositor Velton Ray Bunch se unió a la serie con este episodio, después de haber sido recomendado por Scott Bakula, quien trabajó con él en Quantum Leap. Recibió instrucciones contradictorias de diferentes productores, algunos le aconsejaron que no se desviara demasiado del estilo musical establecido y otros lo alentaron a ir más allá. Bunch dijo que su estilo tendía a ser más rítmico que el de otros compositores, no necesariamente percusión y batería, sino un tipo constante de tensión pulsante subyacente con la orquesta superpuesta. Estaba sorprendido y molesto por los grandes cambios que se hicieron en su partitura, pero Dennis McCarthy aprendió a aceptar que era normal para el programa.

## Recepción
Silent Enemy se emitió por primera vez en UPN el 16 de enero de 2002.  De acuerdo con Nielsen Media Research, recibió una calificación de 3,7/6 entre los adultos. Esto significa que tuvo una media de 6,1 millones de espectadores. Enterprise ocupó el cuarto lugar en las calificaciones de la hora.
Michelle Erica Green de TrekNation se mostró ambivalente sobre este episodio. Aunque le gustó más que el episodio anterior y lo disfrutó mientras lo veía, criticó la falta de miedo o suspenso. Debido a la ausencia de historia o desarrollo de personajes, pensó que era un episodio que podría haberse perdido. Keith DeCandido de Tor.com le dio 6 sobre 10.
En 2021, The Digital Fix dijo que este era uno de los mejores episodios de la primera temporada, destacando su misterio.

## Medios domésticos
Este episodio se lanzó como parte de la primera temporada de Enterprise, que se lanzó en alta definición en disco Blu-ray el 26 de marzo de 2013;el lanzamiento tiene video de 1080p y una pista de sonido DTS-HD Master Audio.